# KNN 프로야구 롯데 중계석
《KNN 프로야구 롯데 중계석》은 KNN 파워FM에서 롯데 자이언츠의 경기 중계방송 프로그램이다.

## 개요
롯데 자이언츠의 모든 경기를 중계로 남녀노소 할 것 없을 정도로 인기가 많다.
1998 시즌 라디오 중계 시작 이후 27년만에 처음으로 원정 경기 대다수의 중계가 축소되었다. 그러나 2025 시즌부터 롯데 자이언츠 홈 전 경기, 원정 일부 경기(창원) 생중계로 편성이 축소되었다.

## 주파수 안내
- 부산 기준 FM 99.9㎒
- 기장, 양산, 정관 기준 FM 96.3㎒
- 창원 기준  FM 102.5㎒
- 진주 기준  FM 105.5㎒
- 거창 기준  FM 106.7㎒